# Unter den Linden – Geschichte und Geschichten
Unter den Linden – Geschichte und Geschichten ist ein dreiteiliger, im Auftrag des Deutschen Fernsehfunks hergestellter Spielfilm der DEFA von Jürgen Alde und Michael Engelberger, der auch als Dokumentarfilm verstanden werden will. Hier wird die Geschichte Berlins am Beispiel der Prachtstraße Unter den Linden nacherzählt.

## Produktion und Veröffentlichung
Unter den Linden – Geschichte und Geschichten  wurde von der Künstlerischen Arbeitsgruppe „Gruppe 67“ auf ORWO-Color mit mehreren Schwarzweißfilm-Sequenzen und Fotografien aus Archivmaterial, gedreht und hatte seine Uraufführung mit dem 1. Teil am 6. Dezember 1970 im 2. Programm des Deutschen Fernsehfunks. Die beiden anderen Teile folgten am 12. und 20. Dezember 1970.
Für das Szenarium waren Günther Cwojdrak und Karl-Heinz Wegner verantwortlich und die künstlerische Beratung lag in den Händen von Andrew Thorndike und Annelie Thorndike, die auch die Idee zu den Filmen hatte. Die Monologe und Verse stammen von Hans Krause.

## Filme

### Mit einem Reitweg fing es an
Der erste Teil beginnt mit Aufnahmen aus dem Jahr 1970 in der Prachtstraße und ein Guckkästner lässt uns mittels seines Guckkastens in die Vergangenheit blicken. Es beginnt im Jahr 1647, Berlin hat etwa 7000 Einwohner und ein Schloss, in dem jetzt der Kurfürst Friedrich Wilhelm mit seiner Gemahlin lebt. Der Blick auf den kümmerlichen Reitweg unter ihren Fenstern bereitet ihnen große Sorgen, bis die Kurfürstin selbst zur Schaufel greift und die erste Linde pflanzt, so steht es jedenfalls später in den Schulbüchern.
Berlin verwandelt sich in eine Festungsstadt, ein Kurfürst reicht nicht mehr, es muss ein König sein: Friedrich I., der sich 1701 die Krone selbst aufs Haupt setzt. Schlüter und Eosander bauen ein neues Schloss und einen Marstall, unter dessen Dach sich noch Platz für die Königlich-Preußische Akademie der Wissenschaften unter der Leitung von Gottfried Wilhelm Leibniz findet. Ebenfalls unter dem Dach dieses Hauses ist die Kunstakademie mit dem Direktor Andreas Schlüter untergebracht und hier entstand das berühmte Reiterstandbild des Großen Kurfürsten. In späteren Jahren, zu Zeiten  Friedrich Wilhelm III., wird auf Anregung Wilhelm von Humboldts die Berliner Universität gegründet. In weiteren revueartig inszenierten Bildern treten unter anderem noch Gotthold Ephraim Lessing, Carl Friedrich Zelter, Karl Friedrich Schinkel, Käthe Kollwitz und Max Reinhardt auf. Durch diese Bilder erlebt der Zuschauer alles so plastisch, als wäre eine Kamera seinerzeit dabei gewesen, meinte der Dokumentarist Andrew Thorndike, der als künstlerischer Berater an der Produktion mitwirkte. Am Ende des ersten Teils sehen wir wieder Filmaufnahmen aus dem Jahr 1970.

### Hoffnung auf den vierten Stand
Der zweite Teil präsentiert, nach einem Blick in das Jahr 1970, wieder bunt zusammengestellte Szenen, die sich zwischen 1788 und 1848 rund um Berlins Boulevard abgespielt haben. Das beginnt mit dem erstmaligen Aufstieg eines mit Wasserstoff gefüllten Freiballons am noch alten Brandenburger Tor. Dem Ereignis, bei dem sich auch Jean-Pierre Blanchard mit in die Luft erhebt, wohnen auch Friedrich Wilhelm II. und seine Mätresse die Gräfin von Lichtenau bei.
Über die inzwischen erfolgte Französische Revolution dringen nur wenige Informationen bis Berlin durch. Ausländischen Gästen werden die Zeitungen aus den Händen gerissen, um sie anschließend auf Straßen und Plätzen öffentlich vorzulesen. 1793 rufen sogar ein paar beherzte Stimmen nach Freiheit und Gleichheit, was aber sofort durch die Polizei unterbunden wird. Zehn Jahre später gibt es ganz andere Sorgen, Napoleon Bonaparte zieht im Rahmen seines Eroberungskrieges auch nach Preußen und Berlin, welches im Jahr 1806 erreicht wird. Das veranlasst Friedrich Wilhelm III. nach Memel zu flüchten, wohin ihm ein großer Teil seines Hofstaates folgt. 1813 schließt der König einen Vertrag mit Russland, dem die Befreiungskriege folgen, in denen auch Berlin, mit Hilfe vieler freiwilliger, einheimischer Kräfte befreit wird.
1821 beginnt Heinrich Heine sein Studium in Berlin und 1836 schreibt sich Karl Marx an der Berliner Universität ein, wo er bis 1941 studiert. Hier lernt er im letzten Studienjahr Friedrich Engels kennen, der in Berlin seine Militärdienstpflicht ableistet, beide veröffentlichen sechs Jahre später das Manifest der Kommunistischen Partei. 1843 veröffentlicht Bettina von Arnim mit Dies Buch gehört dem König ihre Anklage gegen die Armut im Lande. Ihre Hoffnung ruht auf der Emanzipation des vierten Standes. 1844 findet im Zeughaus Unter den Linden die Allgemeine Deutsche Gewerbe-Ausstellung statt.
Am 18. März 1848 fordern die Berliner vom König Friedrich Wilhelm IV. bürgerliche Freiheiten und Rechte. Dieser gibt den Befehl, den Schlossplatz durch Kavallerie räumen zu lassen, was dazu führt, dass das Volk die Straße übernimmt, auf der nun die Fahnen der Revolution wehen. Jetzt kämpfen 20 Tausend schwer bewaffnete Soldaten gegen die Bürger Berlins, doch die Bürger siegen. Der König muss den 180 Gefallenen die letzte Ehre erweisen. Das hat es in der Geschichte der Hohenzollern noch nicht gegeben.
Zu moderner Tanzmusik präsentiert sich Ost-Berlin als Weltstadt und Gäste aus aller Welt flanieren Unter den Linden.

### Entscheidung am Tor
Die dritte Episode des DEFA-Geschichtsfeuilletons Unter den Linden beginnt mit dem Baumeister Carl Gotthard Langhans, der seine Pläne für das neue Brandenburger Tor dem zuständigen Minister vorstellt, denn rund um dieses, soll es in diesem Teil gehen. Auch Johann Gottfried Schadow muss für seine Quadriga Rede und Antwort stehen, da der Minister die Befürchtung hegt, sie könnte bei starkem Wind herunterfallen. Neben viele bekannten Persönlichkeiten, betritt 1871 auch der frisch gekrönte Deutsche Kaiser Wilhelm I. durch dieses Tor Berlin, wo er mit großem Aufwand empfangen wird. Anwesend bei diesem Empfang ist auch der Enkel des Kaisers, sein späterer Nachfolger Wilhelm II., da dessen Vater Friedrich III. nur 99 Tage regiert.
Nach eigener Aussage Oskar Messters, einem Filmpionier, lautete sein 1895 unter dem Katalogverzeichnis Nr.: 1 gedrehter Film: Am Brandenburger Tor zu Berlin, der auch gleich im eigenen Kino Unter den Linden gezeigt wird. Ab hier ändert sich auch die Aufmachung des Films. Statt in den bisher bevorzugten revueartig inszenierten Bildern treten jetzt, vor allem Filmdokumente und historische Fotografien in den Vordergrund. So werden etwa das Elend der Mietskasernen und der Prunk preußischer Militärparaden, Aufnahmen aus dem Ersten Weltkrieg und eine Ansprache von Karl Liebknecht gezeigt. Die Novemberrevolution 1918 und die Arbeiterbewegung der 1920er Jahre sind ein Thema sowie auch die Bücherverbrennung 1933 durch die Nationalsozialisten auf dem Opernplatz. Nach dem Ende des Zweiten Weltkrieges beginnen in Berlin die Aufräumarbeiten. An der Ruine des Stadtschlosses zieht ein Demonstrationszug vorbei und im Lauf der Jahre wird auch das Brandenburger Tor mit seiner Quadriga in alter Schönheit wieder hergestellt. Der Bau der Berliner Mauer am 13. August 1961 wird als Friedensmaßnahme herausgestellt, Geschichte und Zeitgeschichte nach dem offiziellen Lehrbuch interpretiert. Mit einer letzten Fahrt über den Boulevard im Jahr 1970 endet der Film.

## Kritik
Im Neuen Deutschland meinte Peter Berger:

„Die Filmschöpfer verplauderten sich nicht, wie das oft beim Geschichtenerzählen passiert, die boten keine Beschreibung, sondern eine knappe, treffende Interpretation der historischen Vorgänge. Dabei schauten sie nicht nur in den Büchern der bürgerlichen Geschichtschronik nach, sondern auch in deren Papierkörben; gleichsam im Vorbeiwischen nahm die Kamera auf ihrer Fahrt durch die Jahrhunderte wahr, wie sich große Geschichte im kleinen Alltagsdetail des Volkes zu spiegeln pflegt, und siehe da: Manch neuer, interessanter Blickwinkel tut sich vor dem Betrachter auf, setzt sein Denken in Bewegung veranlaßt ihn, längst Bekanntes neu zu entdecken.“